# Phyllanthus mantsakariva
Phyllanthus mantsakariva är en emblikaväxtart som beskrevs av Jacques Désiré Leandri. Phyllanthus mantsakariva ingår i släktet Phyllanthus och familjen emblikaväxter. Inga underarter finns listade i Catalogue of Life.